# 座間市立西中学校
座間市立西中学校 （ざましりつにしちゅうがっこう） は、神奈川県座間市座間二丁目にある公立中学校。

## 沿革
- 1967年（昭和42年）
  - 3月8日 - 座間町立西中学校校舎竣工(第一期工事)
  - 4月 - 座間町立座間中学校から分離し、座間町立西中学校として開校
  - 10月8日 - 校旗作成
- 1970年（昭和45年）
  - 2月21日 - 校歌制定
  - 9月6日 - 県Pより優良PTAとして表彰
  - 11月28日 - 神奈川県より環境美化優良校として表彰される
- 1971年（昭和46年）11月1日 - 市制施行に伴い、座間市立西中学校と改称
- 1977年（昭和52年）9月21日 - 県Pより優良PTAとして表彰
- 2007年（平成19年）5月16日 - ひまわり環境ISO認定
- 2020年（令和2年） - 新型コロナウイルス感染症対策のための臨時休業(4月7日~5月31日)
- 2023年（令和5年） - 新館トイレ改修

## 通学区域
- 座間市
  - 入谷西2丁目2番～60番
  - 入谷西3丁目
  - 入谷西4丁目
  - 入谷西5丁目
  - 入谷東1丁目11番27号～29号・12番～20番
  - 入谷東3丁目
  - 入谷東4丁目3番・34番14号・24号～30号・37番11号～15号・38番・39番1号～5号・28号～57号・40番～76番
  - 座間1丁目
  - 座間2丁目
  - キャンプ座間
  - 新田宿
  - 四ツ谷

## 進学前小学校
- 座間市
  - 座間市立座間小学校（一部は座間市立座間中学校へ）
  - 座間市立入谷小学校

## 著名な出身者
- 安斉雄虎（元プロ野球選手）
- 飯田健巳（元プロサッカー選手）